# Noni Madueke
Noni Madueke (Londen, 10 maart 2002) is een Engels voetballer die doorgaans als aanvaller speelt. Hij stroomde in 2019 door vanuit de jeugd van PSV. Madueke verruilde Chelsea in juli 2025 voor Arsenal. Hij debuteerde in 2024 in het Engels voetbalelftal.

## Carrière

### PSV
Madueke speelde in de jeugdopleidingen van Crystal Palace, Tottenham Hotspur en PSV. Hij debuteerde op 26 augustus 2019 voor Jong PSV in de Eerste divisie, in een met 0-1 verloren thuiswedstrijd op De Herdgang tegen MVV Maastricht. Hij kwam in de 64e minuut in het veld voor Amar Ćatić. Samen met enkele andere spelers van Jong PSV maakte Madueke enkele dagen later deel uit van de eerste selectie van PSV die afreisde naar Cyprus voor de return van een voorrondewedstrijd in de Europa League tegen Apollon Limasol. Madueke maakte op 20 december 2019 zijn eerste doelpunt in het betaald voetbal. Hij bracht Jong PSV toen op 1–1 in een met 2–1 verloren wedstrijd in de Eerste divisie uit bij FC Den Bosch.
Madueke debuteerde op 19 januari 2020 in het eerste elftal van PSV, in een wedstrijd in de Eredivisie uit bij VVV-Venlo (1–1). Coach Ernest Faber bracht hem toen in de 73e minuut in het veld als vervanger voor Bruma. Hij kreeg op 8 maart 2020 voor het eerst een basisplaats, in een met 0–1 gewonnen competitiewedstrijd uit bij FC Groningen. Madueke verlengde twee dagen daarna zijn contract bij PSV tot medio 2024. Hij werd op 14 maart 2020 officieel overgeheveld naar de selectie van het eerste team.
In de eerste wedstrijd van het seizoen 2020/21 was hij als invaller goed voor twee assists in een 1-3 overwinning op FC Groningen. Een week later scoorde hij tegen FC Emmen de openingstreffer en daarmee zijn eerste voor PSV. Op 22 oktober debuteerde hij in UEFA Europa League tegen Granada CF. Op 1 november scoorde hij tegen ADO Den Haag twee goals in een 4-0 overwinning. Op 26 november was hij goed voor zijn eerste goal en assist in de Europa League tegen PAOK Saloniki. In zijn eerste volledige seizoen bij het eerste kwam hij tot negen goals en acht assists in 32 wedstrijden.
Op 7 augustus 2021 maakte Madueke tijdens de wedstrijd om de Johan Cruijff Schaal tegen Ajax twee doelpunten in de eerste helft. PSV won de wedstrijd met 0-4. Hij scoorde dat seizoen opnieuw negen goals en gaf zes assists in 35 wedstrijden. Hij miste een groot deel van de eerste seizoenshelft van het seizoen 2022/23 door enkelblessure. Hij speelde in totaal 80 wedstrijden voor PSV, waarin hij tot twintig goals en veertien assists kwam.

### Chelsea
In januari 2023 verruilde hij PSV voor Chelsea, waar hij een zevenjarig contract tekende. PSV ontving zo'n 35 miljoen euro voor de Engelsman. Hij maakte op 3 februari tegen Fulham FC zijn debuut voor Chelsea. In de stadsderby tegen Arsenal, die met 3-2 verloren ging, scoorde Madueke zijn eerste doelpunt voor Chelsea. In zijn eerste volledige seizoen voor Chelsea kwam Madueke tot 34 wedstrijden in alle competities, waarin hij goed was voor acht goals en drie assists. 

## Clubstatistieken
| Seizoen        | Club           | Competitie     | Competitie | Competitie |
| Seizoen        | Club           | Competitie     | Wed.       | Dlp.       |
| -------------- | -------------- | -------------- | ---------- | ---------- |
| 2019/20        | Jong PSV       | Eerste divisie | 6          | 4          |
| Carrièretotaal | Carrièretotaal | Carrièretotaal | 6          | 4          |

| Seizoen     | Club        | Competitie     | Competitie | Competitie | Beker | Beker | Internationaal | Internationaal | Overig | Overig | Totaal | Totaal |
| Seizoen     | Club        | Competitie     | Wed.       | Dlp.       | Wed.  | Dlp.  | Wed.           | Dlp.           | Wed.   | Dlp.   | Wed.   | Dlp.   |
| ----------- | ----------- | -------------- | ---------- | ---------- | ----- | ----- | -------------- | -------------- | ------ | ------ | ------ | ------ |
| 2019/20     | PSV         | Eredivisie     | 4          | 0          | 0     | 0     | —              | —              | —      | —      | 4      | 0      |
| 2020/21     | PSV         | Eredivisie     | 24         | 7          | 1     | 1     | 7              | 1              | —      | —      | 32     | 9      |
| 2021/22     | PSV         | Eredivisie     | 18         | 3          | 2     | 1     | 14             | 3              | 1      | 2      | 35     | 9      |
| 2022/23     | PSV         | Eredivisie     | 5          | 1          | 1     | 1     | 3              | 0              | —      | —      | 9      | 2      |
| 2022/23     | Chelsea     | Premier League | 12         | 1          | 0     | 0     | —              | —              | —      | —      | 12     | 1      |
| 2023/24     | Chelsea     | Premier League | 23         | 5          | 11    | 3     | —              | —              | —      | —      | 34     | 8      |
| Club totaal | Club totaal | Club totaal    | 85         | 17         | 15    | 6     | 24             | 4              | 1      | 2      | 126    | 29     |

Bijgewerkt op 24 mei 2024.

## Erelijst
| Competitie             | Aantal | Jaren   |     |     |
| PSV                    | PSV    | PSV     | PSV | PSV |
| ---------------------- | ------ | ------- | --- | --- |
| Johan Cruijff Schaal   | 1x     | 2021    |     |     |
| KNVB Beker             | 1x     | 2021/22 |     |     |
| Chelsea                |        |         |     |     |
| UEFA Conference League | 1x     | 2024/25 |     |     |
| FIFA Club World Cup    | 1x     | 2025    |     |     |